# 傣那
傣那（傣那语：ᥖᥭᥰ ᥖᥬᥲ ᥑᥨᥒᥰ，国际音标：[tai˥ taɯ˥˧xoŋ˥]）是傣族的一个支系，缅甸将其划为掸族的支系，人口约65万。其中28万分布在中国云南省的德宏傣族景颇族自治州，26万分布在普洱市、临沧市和保山市，其余主要分布在缅甸掸邦、老挝北部和泰国北部等地。住竹楼的自称傣德（傣那语：ᥖᥭᥰ ᥖᥬᥲ，国际音标：[tai˥taɯ˧˩]，意思是下方傣族）、傣绷，他称“水傣”；住平房的自称傣那或傣勒（傣那语：ᥖᥭᥰ ᥘᥫᥴ，国际音标：[tai˥lə˧˥]，意思是上方傣族；傣仂语：ᦺᦑ ᦟᦵᦄᦲ，国际音标：[tai˥˩nə˥]），他称“汉傣”。傣那语属于侗台语族台语支，和掸语十分接近。